# Karcagi birkapörkölt
A karcagi birkapörkölt a Nagykunság jellegzetes étele. Az Alföld legnagyobb állattartó körzetében a juhhús jelentős húsétel volt. A népi húsfogyasztás jelentős részét adta. A juh húsát nem tartósították, hanem a levágás után az egész birka húsmennyiségét elfogyasztották. A nagykunsági birkaételek jellegzetessége, hogy a birkatestet egyszerre főzik meg. A karcagi birkapörkölt nevében a „karcagi” jelző nem Karcag városát, hanem a juh elkészítési módját jelenti: az egészben feldolgozott juh eleinte víz hozzáadása nélküli pörkölése, majd az előzetesen megperzselt fejjel, körmökkel és farokkal, a pacallal és belsőségekkel együtt történő főzése. Fűszerezéshez csak vöröshagymát, fokhagymát, őrölt és csövespaprikát és sót használnak. Kezdetben erős, majd közepes lángon pörkölik. A főzéshez akkora öntöttvas lábost használnak, amelyben egy egész állat húsa elfér. A karcagi birkapörköltet 2013-ban hungarikummá nyilvánították.

## Összetevők
- birkahús
- só
- hagyma
- pirospaprika
- friss zöld- és pirospaprika
- disznózsír